# 三菱金星發動機
金星發動機（日本陸軍編號：ハ‐112型，陸海軍通用編號ハ-33）為第二次世界大戰期間由三菱重工業研發製造的飛機用空冷式星型發動機。三菱內部稱此台發動機為A8（A的意思是AIR COOLING），此型發動機前期主要皆為日本海軍使用，海軍大量的將此型發動機裝配在艦上攻擊機上；日本陸軍則要到戰爭後期因為產能因素才開始採用，主要採用的發動機種類為金星62型（Ha-112）。

## 開發簡史
三菱重工業雖然甚早踏足航空產業，但在早年開發飛機用活塞發動機的過程相當不順利；早期三菱主攻開發液冷引擎，但性能並不優秀。當時市面上的日產引擎以中島飛機及東京瓦斯電力工業為首，三菱的引擎部門甚至被業界嘲笑「三菱的空用引擎到哪去呢？」，在金星引擎前可說是三菱發動機部門的低潮期。
1931年，三菱為了追趕上國內廠商的進度，啟動了14汽缸活塞發動機計畫，公司代號A4，或稱為七試發動機。並搭載在九三式陸上攻擊機和七試艦上戰鬥機上，但是裝機後A4發動機的運轉妥善狀況不佳，影響了三菱公司製造發動機的口碑。
三菱在1930年代中期開始重整發動機業務，原先作為船舶工程專長的工程師深尾淳二調往發動機部機械科長，在評估當前產品的良莠後，深尾淳二決定將公司開發主力調整為空冷引擎。1934年（昭和九年），三菱向美國購買P&WR-1690黃蜂引擎的授權生產（此引擎日本名稱為「明星」發動機），隨後三菱團隊由帶領下，將R-1690設計引入改良九三式陸上攻擊機所使用的三菱A4發動機（七試發動機），A4發動機的主要問題是冷卻設計不佳，這也與活塞凸輪與推桿配置的位置有關，三菱在引進美國引擎後，比照美國引擎的概念將活塞凸輪與推桿裝在引擎汽缸之前，並且將排氣管統一為後方排氣配置，這款融合日本以及美國設計的A8發動機在1935年9月開始研製，在1936年3月完成樣機，僅用了6個月開發完成（當然，這種設計引用的手段日本並沒有付給美國任何的專利費用，就某種意義上為嫖竊），新引擎定名為A8a引擎，並通過海軍航空技術廠測試。
由於A8引擎的成功，使得三菱原先為陸、海軍研發的A6、A7引擎相形失色，但該項目作為軍方出資的研究計畫不能隨意中止，為此三菱向軍方強迫推銷A8引擎，起初日本帝國海軍對三菱此一舉動感到不滿，但是在海軍航技廠的測評後同意三菱的推銷，決定停止原先計畫，並採納A8引擎作為制式化裝備，並給予其金星三型的正式代號，且在當時三菱開發的新型攻擊機上採用；出力更強的金星四型（A8c，預定出力1000匹馬力等級）在金星三型制式化後投入研究，金星四十型與原先設計改變部分是將活塞行程動能轉化帶動的主推桿改變可承擔更高強度的一體式，並將減速器從傘型齒輪換用行星齒輪，在更動外部傳動結構後，金星四型達成輸出功率1,000匹馬力的成績，並於隔年（1937年）制式化，稱為金星四十型並量產服役。
金星系列的成功不只讓三菱引擎成功在日本海軍內打開市場，1939年，日本政府協助每日新聞社將九六式陸上攻擊機改造為客機「日本號」，並宣稱將達成環球飛行創舉。原本每日新聞社擔心引擎故障，還特別準備2台備品送往中繼點倫敦；最後日本號在引擎未換下完成環球飛行，也為日本航空工業打響名號。
原先金星的研發目標為日後戰術轟炸機的主要動力，但在1930年代後期的中日戰爭中顯示金星引擎出力不足，以及改良容餘已到極限的問題。使得三菱開發火星發動機來代替金星發動機的位置，而金星發動機的主要使用對象則改為逐漸大型化的海航俯衝轟炸機；直到戰爭後期，因為新型機發動機問題叢生因此又將此發動機裝在第一線戰機上，從1936年至1945年金星發動機家族總共生產了15425具，絕大多數使用者都是日本海軍航空隊。
- 1型　1930年試製
- 2型
- 3型　1936年試製　出力730匹馬力
- 4x型　1936年試製　出力990匹馬力
- 5x型　1940年試製　出力1,200匹馬力　增壓器從1段1速變更為1段2速
- 6x型　1941年試製　出力1,350匹馬力　燃油供給方式由化油器給油變更為噴射式給油

除了發動機出力強化以外，金星62型曾嘗試搭配渦輪增壓器（ハ112-IIル是利用廢氣驅動之增壓器），渦輪增壓器代號「ル2」，重量54公斤，為一具配有80枚平均直徑27.6公分、長4.6公分渦輪葉片的單段渦輪，進氣溫度攝氏700度，最大容許轉速20000轉。就前三菱飛機發動機部門所屬技師曾我部正幸回憶，就設計標準來說ハ112-IIル在一萬公尺高度可輸出1200匹馬力，不過配備此引擎的百式司偵四型與五式戰鬥機都沒有正式服役，實務表現是否合乎設計標準則不得而知。
另外，三菱重工業研制以金星發動機發展為18氣缸星型風冷式引擎的三菱MK9。

## 性能
金星系列採用的汽缸規格為內徑140公厘，活塞行程長度150公厘。選定此規格是沿襲三菱在1918年獲得授權生產的西斯潘諾·蘇扎8F型引擎（ヒ式）採用的汽缸規格，三菱有著十餘年生產經驗，對該規格的活塞引擎設計經驗豐富，所以在日本國產14汽缸引擎中，三菱引擎較中島引擎有更佳的妥善率與穩定性。
| 名稱           | 金星4型                                | 金星44型                                 | 金星51型                                                                          | 金星62型                                                                      |
| 引擎類型       | 空冷星型14汽缸活塞發動機               | 空冷星型14汽缸活塞發動機                 | 空冷星型14汽缸活塞發動機                                                          | 空冷星型14汽缸活塞發動機                                                      |
| 引擎全長       | 1,646公厘                              | 1,646公厘                                | 1,660公釐                                                                         | 1,660公釐                                                                     |
| 引擎全寬       | 1,218公厘                              | 1,218公厘                                | 1,218公厘                                                                         | 1,218公厘                                                                     |
| 汽缸內徑       | 140公厘                                | 140公厘                                  | 140公厘                                                                           | 140公厘                                                                       |
| 行程           | 150公厘                                | 150公厘                                  | 150公厘                                                                           | 150公厘                                                                       |
| 汽缸容量       | 32.34公升                              | 32.34公升                                | 32.34公升                                                                         | 32.34公升                                                                     |
| 壓縮比         | 6.6:1                                  | 6.6:1                                    | 7.0:1                                                                             | 7.0:1                                                                         |
| 排氣量         | 32,340cc                               | 32,340cc                                 | 32,340cc                                                                          | 32,340cc                                                                      |
| 燃油供給       | 化油器給油                             | 化油器給油                               | 噴射式給油                                                                        | 噴射式給油                                                                    |
| 增壓器         | 一段一速離心式機械增壓器               | 一段一速離心式機械增壓器                 | 一段二速離心式機械增壓器                                                          | 一段二速離心式機械增壓器                                                      |
| 重量           | 545公斤                                | 562公斤                                  | 642公斤                                                                           | 675公斤                                                                       |
| 海平面輸出功率 | 1,000匹馬力/每分鐘2500轉               | 1,000匹馬力/每分鐘2550轉                 | 1,300匹馬力/每分鐘2600轉                                                          | 1,500匹馬力/每分鐘2600轉                                                      |
| 一般輸出功率   | 900匹馬力/每分鐘2400轉（2800公尺狀態） | 1,000匹馬力/每分鐘2500轉（2000公尺狀態） | 1,200匹馬力/每分鐘2500轉（3000公尺狀態） 1,100匹馬力/每分鐘2500轉（6200公尺狀態） | 1,350匹馬力/每分鐘2600轉(2000公尺狀態) 1,250匹馬力/每分鐘2600轉(5800公尺狀態) |

## 採用機種
- 3型　九六式陸上攻擊機、九七式二型艦上攻擊機
- 4x型　九六式陸上攻擊機、九九式艦上轟炸機、零式運輸機（DC-3）、零式水上偵察機
- 5x型　九九式艦上轟炸機、零式運輸機、瑞雲水上偵察機
- 6x型　百式司令部偵察機、五式戰鬥機、キ102、彗星俯衝轟炸機、零戰五四型/六四型